# Bordeaux-Parijs 1962
De 61e editie van de Franse wielerwedstrijd Bordeaux-Parijs werd gehouden op 27 mei 1962.
De wedstrijd maakte onderdeel uit van de Super Prestige Pernod

## Verloop
Zoals gebruikelijk werd de wedstrijd gedeeltelijk verreden achter gemotoriseerde gangmakers.
De Nederlander titelverdediger Wim van Est eindigde als vierde en de wedstrijd werd gewonnen door zijn landgenoot Jo de Roo.

## Uitslag
| Plaats  | Naam             | Ploeg                     | tijd      |
| ------- | ---------------- | ------------------------- | --------- |
| Winnaar | Jo de Roo        | Helyett-Fynsec-Hutchinson | 15u20'03" |
| 2       | François Mahé    | Pelforth-Sauvage-Lejeune  | + 2'03"   |
| 3       | Marcel Janssens  | Helyett-Fynsec-Hutchinson | + 2'40"   |
| 4       | Wim van Est      | Liberia-Grammont          | + 3'29"   |
| 5       | Camille Le Menn  | Peugeot-BP-Dunlop         | + 3'44"   |
| 6       | Piet Rentmeester | Gitane-Geminiani          | + 5'35"   |
| 7       | Robert Cazala    | Mercier-Hutchinson        | +16'59"   |
| 8       | Pierre Beuffeuil | Mercier-Hutchinson        | +17'01"   |
| 9       | Jo de Haan       | Gitane-Geminiani          | +18'22"   |
| 10      | Frans Aerenhouts | Mercier-Hutchinson        | +22'42"   |

1891 · 
1892 · 
1893 · 
1894 · 
1895 · 
1896 · 
1897 · 
1898 · 
1899 · 
1900 · 
1901 · 
1902 · 
1903 · 
1904 · 
1905 · 
1906 · 
1907 · 
1908 · 
1909 · 
1910 · 
1911 · 
1912 · 
1913 · 
1914 · 
1915 · 
1916 · 
1917 · 
1918 · 
1919 · 
1920 · 
1921 · 
1922 · 
1923 · 
1924 · 
1925 · 
1926 · 
1927 · 
1928 · 
1929 · 
1930 · 
1931 · 
1932 · 
1933 · 
1934 · 
1935 · 
1936 · 
1937 · 
1938 · 
1939 · 
1940 · 
1941 · 
1942 · 
1943 · 
1944 · 
1945 · 
1946 · 
1947 · 
1948 · 
1949 · 
1950 · 
1951 · 
1952 · 
1953 · 
1954 · 
1955 · 
1956 · 
1957 · 
1958 · 
1959 · 
1960 · 
1961 · 
1962 · 
1963 · 
1964 · 
1965 · 
1966 · 
1967 · 
1968 · 
1969 · 
1970 · 
1971 · 
1972 · 
1973 · 
1974 · 
1975 · 
1976 · 
1977 · 
1978 · 
1979 · 
1980 · 
1981 · 
1982 · 
1983 · 
1984 · 
1985 · 
1986 · 
1987 · 
1988